# Mina Carlson-Bredberg
Mina Carlson-Bredberg (Stoccolma, 2 settembre 1857 – Stoccolma, 9 giugno 1943) è stata una pittrice svedese.

## Biografia

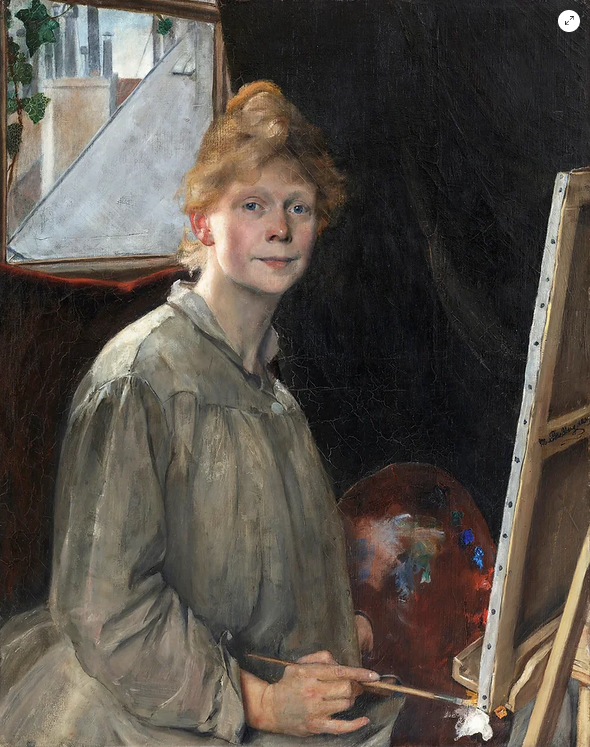
Autoritratto, 1889 - Waldemarsudde, Stoccolma

Wilhelmina Carlson-Bredberg era figlia di Henrik Vilhelm Bredberg, ministro di Stato e successivamente presidente della Corte d'Appello e di Josefina Lovisa Smerling, nipote dell'editore Lars Johan Hierta, fondatore del quotidiano svedese Aftonbladet. La famiglia era interessata all'arte e alla letteratura, l'architetto Fredrik Wilhelm Scholander era spesso ospite, fu lui a incoraggiare Wilhelmina a seguire la sua passione per l'arte. 

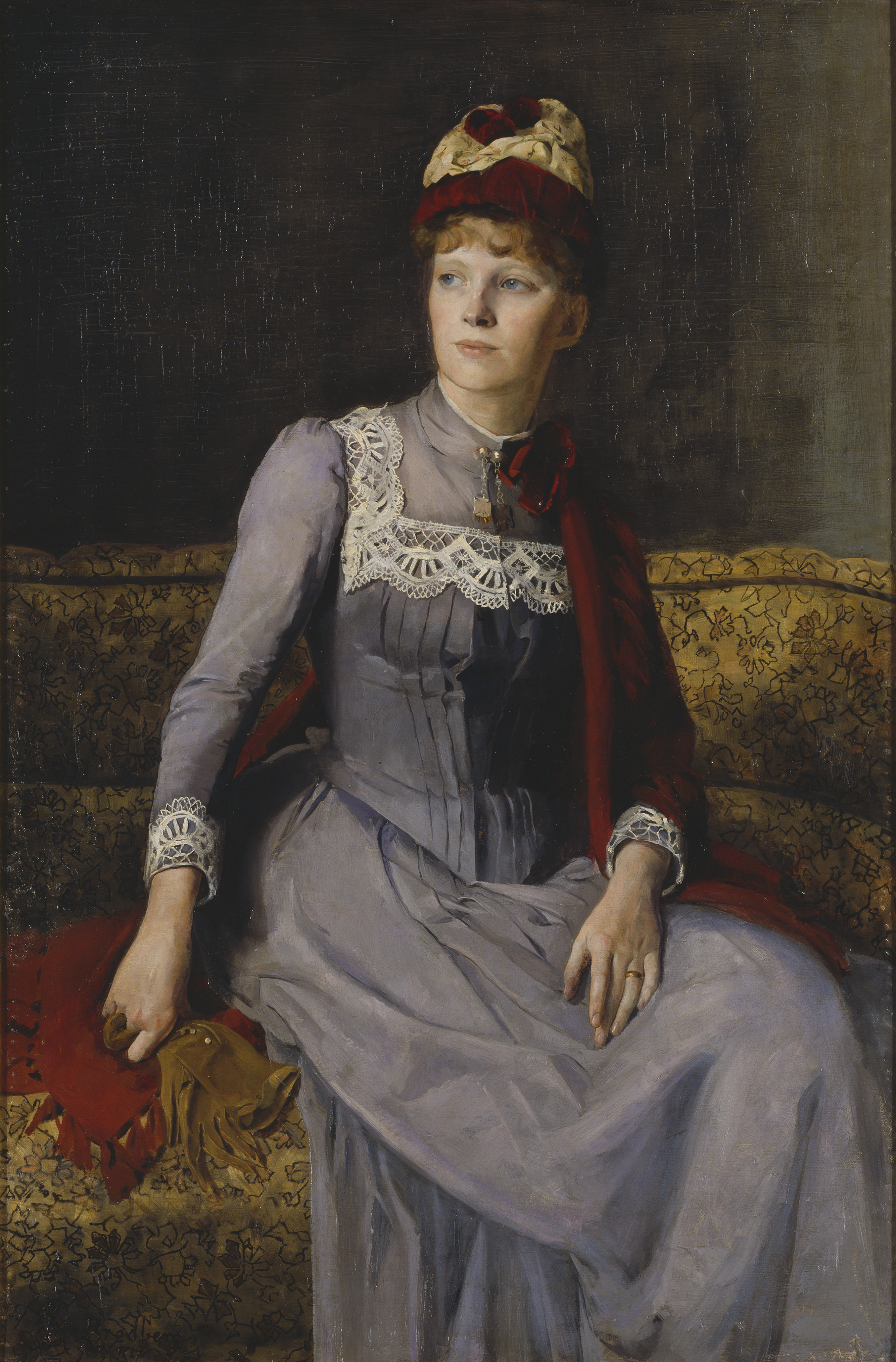
Mrs Anna Flensburg - Museo nazionale di Stoccolma

Compì i suoi primi studi artistici presso la pittrice Kerstin Cardon e i n seguito con Amanda Sidwall che realizzò un bel ritratto di Mina. Nell'ottobre del 1877 si sposò con Vilhelm Swalin, un amico di famiglia, il matrimonio interruppe per qualche anno la sua carriera artistica. Nel 1883 fuggì a Parigi, l'anno successivo divorziò dal marito.
Dal 1883 al 1887 studiò a Parigi presso l'Académie Julian con Gustave Boulanger e Jules Joseph Lefebvre, dal 1888 al 1890 fu allieva del pittore e ritrattista Carolus-Duran e in seguito di Jean-Joseph Benjamin-Constant. Tra le sue amicizie parigine vi erano le pittrici Elisabeth Keyser e Louise Catherine Breslau, le tre donne sono rappresentate nel dipinto Académie Julian med mademoiselle Beson som dricker ur sitt glas. Nel 1887 realizzò il suo obiettivo di far ammettere una sua opera al Salon. Un suo autoritratto del 1889, probabilmente la sua opera più nota, riceve una menzione d'onore all'Esposizione universale di Parigi del 1889.
Nel 1890 lascia Parigi per cominciare una serie di viaggi di studio che la portano in Italia, Inghilterra, Paesi Bassi, Belgio, Germania e Austria. Durante un soggiorno in Francia conosce Lewis Foreman Day e si avvicina al movimento Arts and Crafts, durante una delle visite a Londra presso Foreman Day e sua moglie conosce altri esponenti del movimento come William Morris e Walter Crane. 
Nel 1891 si interessò alla grafica prendendo lezioni da Tryggve Hermelin a Stoccolma, dal 1893 al 1895 insegnò presso la scuola d'arte di Elisabeth Keyser a Stoccolma. Nel 1895 sposò Georg Carlson (1849 - 1920), la coppia ebbe un figlio.
All'epoca le donne avevano poche possibilità di esporre, Mina insieme ad altre artiste fondò l'associazione di artiste svedesi Föreningen Svenska konstnärinnor che debuttò con una mostra presso l'Accademia reale nel 1911. Prese parte ad altre mostre negli anni successivi fino ad una personale nel 1931 in cui esibì 152 opere. Prese parte anche a diverse collettive tra cui a Chicago, Londra e Vienna.
La sua opera è caratterizzata da un'ampia gamma di motivi, agli svariati ritratti, spesso di bambini, si affiancano paesaggi urbani, composizioni floreali, pittura di genere ma anche motivi religiosi. Inizialmente influenzata dal rinascimento veneziano durante il soggiorno in Francia deviò progressivamente verso un moderato impressionismo. Progressivamente sviluppò un suo stile più personale caratterizzato dall'uso di colori caldi, verso la fine degli anni 90 il suo stile si avvicinò a forme espressioniste in cui pennellate libere si affiancano ad una fine e dettagliata rappresentazione di particolari dei volti.
Era sorella della pittrice Anna Flensburg della quale Mina realizzò un bel ritratto custodito al Museo nazionale di Svezia a Stoccolma.
È sepolta al Norra begravningsplatsen a Stoccolma.